# Nätholmen, Kyrkslätt
Nätholmen är en ö i Finland. Den ligger i Finska viken och i kommunen Kyrkslätt i den ekonomiska regionen  Helsingfors i landskapet Nyland, i den södra delen av landet. Ön ligger omkring 31 kilometer sydväst om Helsingfors.
Öns area är 0,6 hektar och dess största längd är 200 meter i nord-sydlig riktning.